# Ère Bunkyū
L'ère Bunkyū (en japonais : 文久) est l'une des ères du Japon (年号, nengō, littéralement « le nom de l'année ») suivant l'ère Man'en et précédant l'ère Genji. Cette ère couvre la période allant du mois de février 1861 au mois de février 1864. L'empereur régnant est Kōmei-tennō (孝明天皇).

## Changement de l'ère
- 10 février 1861 Bunkyū gannen (文久元年?) : Le nom de la nouvelle ère, Bunkyū (« Histoire lettrée »), est créé en raison de la croyance tirée de l'astrologie chinoise que la 58e année de n'importe quel signe zodiacal apporte de grands changements[2]. L'ère précédente se termine et la nouvelle commence en Man'en 2.

## Événements de l'èreBunkyū
- 1861 (Bunkyu 1) : Ukai Gyokusen fonde le premier studio commercial de photographie (Eishin-dō) à Edo[3].
- Janvier 1862 (Bunkyū 1, 12e mois) : Le statut des îles Bonin (îles Ogasawara) est confirmé comme territoire du Japon à la suite de la « découverte » des îles pendant l'ère Kanbun 10 (1670) et d'une expédition du shogunat aux îles au cours de l'ère Enpō 3 (1675)[4].
- 1862 (Bunkyū 2) : Les réformes Bunkyū allègent les restrictions imposées aux daimyo par l'ancien tairō Ii Naosuke au cours de l'ère Ansei[5].
- 14 septembre 1862 (Bunkyū 2, 21e jour du 8e mois) : Incident de Namamugi. Des obligés du domaine de Satsuma tuent le commerçant anglais Charles Lennox Richardson à Namamugi sur le Tōkaidō.
- 22 avril 1863 (Bunkyū 3, 5e jour du 3e mois) : Le shogun Iemochi se rend en grande procession à la capitale. Il a été convoqué par l'empereur et 3 000 serviteurs l'escortent. C'est la première fois qu'un shogun rend visite au Heian-kyō depuis celle de Iemitsu au cours de l'ère Kan'ei 11 (1634) -- 230 ans auparavant[6].
- 28 avril 1863 (Bunkyū 3, 11e jour du 3e mois) : L'empereur Komei se rend en procession impériale aux sanctuaires Kamo. Il est accompagné du shogun, de tous les principaux officiels et de nombreux seigneurs féodaux. C'est la première procession impériale depuis la visite de l'empereur Go-Mizunoo au château de  Nijō plus de 230 ans auparavant et aucun empereur n'a rendu visite à ces sanctuaires depuis que l'empereur Go-Daigo les a honorés de sa présence durant l'ère Kemmu 1 (1334)[6].
- 29 avril 1863 (Bunkyū 3, 12e jour du 3e mois) : Tôt le matin, Aizu accepte sous son patronage les hommes du Rōshigumi qui formeront le Shinsengumi.
- 2 mai 1863 (Bunkyū 3, 15e jour du 3e mois) : Ces hommes se rendent au Konkaikōmyō-ji pour faire leur première apparition publique formelle et rendre hommage à leur nouveau patron, Matsudaira Katamori. Comme Katamori n'est pas disponible, ils rencontrent à la place deux de ses principaux obligés.
- 15–17 août 1863 (Bunkyū 3, 2e-4e jours du 7e mois) : Bombardement de Kagoshima en représailles à l'incident de Namamugi.